# Effectifs de la Coupe du monde de rugby à XV 1999
Pour un article plus général, voir Coupe du monde de rugby à XV 1999.

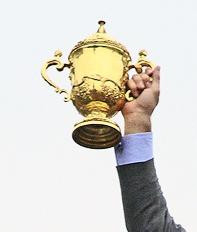
Le trophée Webb Ellis remis au vainqueur de la compétition

Cet article présente les effectifs de la Coupe du monde de rugby à XV 1999 des vingt sélections qui disputent la compétition au Royaume-Uni du 1er octobre au 6 novembre 1999. Chaque équipe donne initialement une liste de trente joueurs. Celle-ci peut-être amendée au fur et à mesure de la compétition si des blessures surviennent.

## Poule A

### Afrique du Sud
| Entraîneur | Entraîneur             | Nick Mallett                                                                  |
| Avants     | Pilier                 | Os du Randt, Adrian Garvey, Ollie Le Roux, Cobus Visagie                      |
| Avants     | Talonneur              | Naka Drotske, Chris Rossouw                                                   |
| Avants     | Deuxième ligne         | Mark Andrews, Krynauw Otto, Albert van den Berg                               |
| Avants     | Troisième ligne aile   | Johan Erasmus, André Venter, Ruben Kruger, André Vos                          |
| Avants     | Troisième ligne centre | Bobby Skinstad, Anton Leonard                                                 |
| Arrières   | Demi de mêlée          | Werner Swanepoel, Joost van der Westhuizen                                    |
| Arrières   | Demi d'ouverture       | Jannie de Beer, Henry Honiball                                                |
| Arrières   | Centre                 | Robbie Fleck, Wayne Julies, Pieter Muller                                     |
| Arrières   | Ailier                 | Deon Kayser, Kaya Malotana, Breyton Paulse, Pieter Rossouw, Stefan Terblanche |
| Arrières   | Arrière                | Percy Montgomery                                                              |

### Écosse
| Entraîneur | Entraîneur             | Jim Telfer                                                  |
| Avants     | Pilier                 | Tom Smith, Dave Hilton, Paul Burnell, George Graham         |
| Avants     | Talonneur              | Gordon Bulloch, Robbie Russell                              |
| Avants     | Deuxième ligne         | Scott Murray, Stuart Grimes, Doddie Weir                    |
| Avants     | Troisième ligne aile   | Martin Leslie, Budge Pountney, Peter Walton, Cameron Mather |
| Avants     | Troisième ligne centre | Gordon Simpson                                              |
| Arrières   | Demi de mêlée          | Gary Armstrong, Bryan Redpath                               |
| Arrières   | Demi d'ouverture       | Gregor Townsend, Duncan Hodge                               |
| Arrières   | Centre                 | John Leslie, Alan Tait, James McLaren, Jamie Mayer          |
| Arrières   | Ailier                 | Kenny Logan, Cameron Murray, Shaun Longstaff                |
| Arrières   | Arrière                | Glenn Metcalfe                                              |

### Espagne
| Entraîneur | Entraîneur             | Alfonso Feijoo                                                                   |
| Avants     | Pilier                 | Jordi Camps, José Ignacio Zapatero, Víctor Torres, Luis Javier Martínez          |
| Avants     | Talonneur              | Fernando de la Calle, Diego Zarzosa                                              |
| Avants     | Deuxième ligne         | José Miguel Villaú, Steve Tuineau Iloa, Sergio Souto Vidal                       |
| Avants     | Troisième ligne aile   | Alberto Malo (capitaine), Carlos Souto Vidal, Oscar Astarloa                     |
| Avants     | Troisième ligne centre | José Díaz, Agustín Malet, Alfonso Mata                                           |
| Arrières   | Demi de mêlée          | Aratz Gallastegui, Jaime Alonso                                                  |
| Arrières   | Demi d'ouverture       | Andrei Kovalenco, Aitor Etxeberría                                               |
| Arrières   | Centre                 | Álvar Enciso, Fernando Díez, Raphaël Bastide, Alberto Socías, Sébastien Loubsens |
| Arrières   | Ailier                 | Oriol Ripol, Antonio Socías, José Ignacio Inchausti, Miguel Ángel Frechilla      |
| Arrières   | Arrière                | Ferran Velazco Querol, Francisco Puertas Soto                                    |

### Uruguay
| Entraîneur | Entraîneur             | Daniel Herrera                                                                          |
| Avants     | Pilier                 | Fernando Sosa Díaz, Eduardo Berruti, Pablo Lemoine, Rodrigo Sánchez                     |
| Avants     | Talonneur              | Francisco de los Santos, Diego Lamelas                                                  |
| Avants     | Deuxième ligne         | Juan Alzueta, Agustín Ponce de León, Juan Carlos Bado, Leonardo de Oliveira, Mario Lamé |
| Avants     | Troisième ligne aile   | Nicolás Grillé, Nicolas Brignoni, Martín Panizza                                        |
| Avants     | Troisième ligne centre | Diego Ormaechea, Guillermo Laffitte                                                     |
| Arrières   | Demi de mêlée          | Fernando Sosa Díaz, Federico Sciarra                                                    |
| Arrières   | Demi d'ouverture       | Diego Aguirre, Sebastián Aguirre                                                        |
| Arrières   | Centre                 | Martín Mendaro, Pedro Vecino, Juan Martín Marqués, Fernando Paullier                    |
| Arrières   | Ailier                 | Pablo Costábile, Juan Menchaca, Martín Ferrés, José Viana                               |
| Arrières   | Arrière                | Martín Cerviño, Alfonso Cardoso                                                         |

## Poule B

### Angleterre
| Entraîneur | Entraîneur             | Clive Woodward                                               |
| Avants     | Pilier                 | Darren Garforth, Jason Leonard, Phil Vickery                 |
| Avants     | Talonneur              | Richard Cockerill, Phil Greening                             |
| Avants     | Deuxième ligne         | Garath Archer, Danny Grewcock, Martin Johnson                |
| Avants     | Troisième ligne aile   | Neil Back, Richard Hill, Tim Rodber, Joe Worsley             |
| Avants     | Troisième ligne centre | Lawrence Dallaglio                                           |
| Arrières   | Demi de mêlée          | Matt Dawson                                                  |
| Arrières   | Demi d'ouverture       | Paul Grayson, Jonny Wilkinson                                |
| Arrières   | Centre                 | Mike Catt, Phil de Glanville, Will Greenwood, Jeremy Guscott |
| Arrières   | Ailier                 | Nick Beal, Austin Healey, Dan Luger                          |
| Arrières   | Arrière                | Matt Perry                                                   |

### Italie
| Entraîneur | Entraîneur             | Massimo Mascioletti                                                                  |
| Avants     | Pilier                 | Andrea Castellani, Alessandro Moreno, Franco Properzi-Curti, Federico Pucciariello   |
| Avants     | Talonneur              | Andrea Moretti, Alessandro Moscardi                                                  |
| Avants     | Deuxième ligne         | Carlo Checchinato, Walter Cristofoletto, Mark Giacheri                               |
| Avants     | Troisième ligne aile   | Orazio Arancio, Mauro Bergamasco, Carlo Caione, Massimo Giovanelli, Stefano Saviozzi |
| Avants     | Troisième ligne centre | Andrea De Rossi                                                                      |
| Arrières   | Demi de mêlée          | Alessandro Troncon                                                                   |
| Arrières   | Demi d'ouverture       | Diego Domínguez, Francesco Mazzariol                                                 |
| Arrières   | Centre                 | Alessandro Ceppolino, Luca Martin, Alessandro Stoica                                 |
| Arrières   | Ailier                 | Nicola Mazzucato, Paolo Vaccari, Fabio Roselli, Nicholas Zisti                       |
| Arrières   | Arrière                | Matt Pini                                                                            |

### Nouvelle-Zélande
| Entraîneur | Entraîneur             | John Hart                                                               |
| Avants     | Pilier                 | Craig Dowd, Kees Meeuws, Carl Hoeft, Greg Feek                          |
| Avants     | Talonneur              | Anton Oliver, Mark Hammett                                              |
| Avants     | Deuxième ligne         | Norm Maxwell, Robin Brooke, Royce Willis, Ian Jones                     |
| Avants     | Troisième ligne aile   | Taine Randell, Reuben Thorne, Josh Kronfeld, Dylan Mika, Andrew Blowers |
| Avants     | Troisième ligne centre | Scott Robertson                                                         |
| Arrières   | Demi de mêlée          | Justin Marshall, Byron Kelleher, Rhys Duggan                            |
| Arrières   | Demi d'ouverture       | Andrew Mehrtens, Tony Brown                                             |
| Arrières   | Centre                 | Alama Ieremia, Christian Cullen, Daryl Gibson, Pita Alatini             |
| Arrières   | Ailier                 | Jonah Lomu, Tana Umaga, Glen Osborne                                    |
| Arrières   | Arrière                | Jeff Wilson                                                             |

### Tonga
| Entraîneur | Entraîneur             | Polutele Tu'ihalamaka                                                                |
| Avants     | Pilier                 | Ta'u Fainga'anuku, Puke Faletau, Tamieni Penesini, Ngalu Taufo'ou, Tevita Taumoepeau |
| Avants     | Talonneur              | Latiume Maka, Fe'ao Vunipola                                                         |
| Avants     | Deuxième ligne         | Kuli Faletau, Isi Fatani, Benhur Kivalu, Falamani Mafi                               |
| Avants     | Troisième ligne aile   | David Edwards, Sonatane Koloi, Mat Te Pou                                            |
| Avants     | Troisième ligne centre | Va'a Toloke, Kati Tu'ipulotu                                                         |
| Arrières   | Demi de mêlée          | Sililo Martens                                                                       |
| Arrières   | Demi d'ouverture       | Elisi Vunipola, Brian Wooley                                                         |
| Arrières   | Centre                 | Salesi Finau, Epeli Taione, Semi Taupeaafe, Sione Tuipulotu                          |
| Arrières   | Ailier                 | Semisi Faka'osi'folau, Fepikou Tatafu, Taunaholo Taufahema, Dave Tiueti              |
| Arrières   | Arrière                | Josh Taumalolo, Sateki Tuipulotu, Isi Tapueluelu                                     |

## Poule C

### Canada
| Entraîneur | Entraîneur             | Patrick Parfrey                                                            |
| Avants     | Pilier                 | Richard Bice, Duane Major, David Penney, Rod Snow, Jon Thiel               |
| Avants     | Talonneur              | Mark Cardinal, Pat Dunkley                                                 |
| Avants     | Deuxième ligne         | Mike James, Brian McCarthy, John Tait, Chris Whitaker                      |
| Avants     | Troisième ligne aile   | Ryan Banks, Dan Baugh, John Hutchinson, Rob Robson                         |
| Avants     | Troisième ligne centre | Al Charron, Mike Schmid                                                    |
| Arrières   | Demi de mêlée          | John Graf, Morgan Williams                                                 |
| Arrières   | Demi d'ouverture       | Gareth Rees (c), Bobby Ross                                                |
| Arrières   | Centre                 | Scott Bryan, Dave Lougheed, Kyle Nichols                                   |
| Arrières   | Ailier                 | Jeremy Cordle, Julian Loveday, Joe Pagano, Courtney Smith, Winston Stanley |
| Arrières   | Arrière                | Scott Stewart                                                              |

### Fidji
| Entraîneur | Entraîneur             | Brad Johnstone                                                                     |
| Avants     | Pilier                 | Daniel Rouse, Joeli Veitayaki, Epeli Naituivau, Niko Qoro                          |
| Avants     | Talonneur              | Greg Smith, Isaia Rasila                                                           |
| Avants     | Deuxième ligne         | Emori Katalau, Apenisa Naevo, Simon Raiwalui                                       |
| Avants     | Troisième ligne aile   | Ifereimi Tawake, Setareki Tawake, Ilivasi Tabua, Koli Sewabu, Alifereti Doviverata |
| Avants     | Troisième ligne centre | Alifereti Mocelutu, Inoke Male                                                     |
| Arrières   | Demi de mêlée          | Jacob Rauluni, Mosese Rauluni                                                      |
| Arrières   | Demi d'ouverture       | Nicky Little, Waisale Serevi                                                       |
| Arrières   | Centre                 | Waisake Sotutu, Viliame Satala, Meli Nakauta, Tabai Matson, Lawrence Little        |
| Arrières   | Ailier                 | Fero Lasagavibau, Marika Vunibaka, Manasa Bari, Manu Tiko                          |
| Arrières   | Arrière                | Alfred Uluinayau                                                                   |

### France
Le 13 juillet 1999, trente joueurs sont sélectionnés en équipe de France pour le Mondial. Fabien Galthié n'est dans un premier temps pas sélectionné, mais profite ensuite de la blessure de Pierre Mignoni pour être finalement appelé.
Les joueurs en gras sont ceux qui étaient titulaires lors de la finale contre l'Australie.
| Entraîneur | Entraîneur             | Jean-Claude Skrela                                                                  |
| Avants     | Pilier                 | Cédric Soulette, Franck Tournaire, Pieter de Villiers et Christian Califano         |
| Avants     | Talonneur              | Raphaël Ibañez et Marc Dal Maso                                                     |
| Avants     | Deuxième ligne         | Abdelatif Benazzi, Fabien Pelous, Olivier Brouzet et David Auradou                  |
| Avants     | Troisième ligne aile   | Marc Lièvremont, Olivier Magne, Arnaud Costes et Lionel Mallier                     |
| Avants     | Troisième ligne centre | Christophe Juillet et Thomas Lièvremont                                             |
| Arrières   | Demi de mêlée          | Fabien Galthié, Stéphane Castaignède, Pierre Mignoni                                |
| Arrières   | Demi d'ouverture       | Christophe Lamaison et Philippe Carbonneau                                          |
| Arrières   | Centre                 | Émile Ntamack, Richard Dourthe, Stéphane Glas, Olivier Sarraméa et Cédric Desbrosse |
| Arrières   | Ailier                 | Christophe Dominici, Philippe Bernat-Salles, Ugo Mola et Jimmy Marlu                |
| Arrières   | Arrière                | Xavier Garbajosa                                                                    |

### Namibie
| Entraîneur | Entraîneur             | Rudy Joubert                                                                  |
| Avants     | Pilier                 | Gerhard Opperman, Mario Jacobs, Eben Smith, Andries Blaauw, Frans Fisch       |
| Avants     | Talonneur              | Hugo Horn                                                                     |
| Avants     | Deuxième ligne         | Heino Senekal, Eben Isaacs, Pieter Steyn, Johannes Theron                     |
| Avants     | Troisième ligne aile   | Sybrand de Beer, Mathys van Rooyen, Quinn Hough (c), Herman Lintvelt          |
| Avants     | Troisième ligne centre | Jaco Olivier, Sean Furter                                                     |
| Arrières   | Demi de mêlée          | Ronaldo Pedro, Riaan Jantjies, Sarel Janse van Rensburg                       |
| Arrières   | Demi d'ouverture       | Rudie Janse van Vuuren, Johan Zaayman                                         |
| Arrières   | Centre                 | Schalk van der Merwe, Lukas Holtzhausen, Cliff Loubser, Francois van Rensburg |
| Arrières   | Ailier                 | Deon Mouton, Derek Farmer, Arthur Samuelson                                   |
| Arrières   | Arrière                | Lean van Dyk, Glovin van Wyk                                                  |

## Poule D

### Argentine
| Entraîneur | Entraîneur             | Alex Wyllie                                                                  |
| Avants     | Pilier                 | Roberto Grau, Omar Hasan, Mauricio Reggiardo, Martín Scelzo                  |
| Avants     | Talonneur              | Agustín Canalda, Mario Ledesma                                               |
| Avants     | Deuxième ligne         | Alejandro Allub, Ignacio Fernández Lobbe, Miguel Angel Ruiz, Pedro Sporleder |
| Avants     | Troisième ligne aile   | Rolando Martín, Lucas Ostiglia, Santiago Phelan                              |
| Avants     | Troisième ligne centre | Gonzalo Longo                                                                |
| Arrières   | Demi de mêlée          | Nicolás Fernández Miranda, Agustín Pichot                                    |
| Arrières   | Demi d'ouverture       | Gonzalo Quesada, Felipe Contepomi                                            |
| Arrières   | Centre                 | Lisandro Arbizu, Eduardo Simone                                              |
| Arrières   | Ailier                 | Diego Albanese, Octavio Bartolucci, Gonzalo Camardón                         |
| Arrières   | Arrière                | Manuel Contepomi, Ignacio Corleto                                            |

### Pays de Galles
| Entraîneur | Entraîneur             | Graham Henry                                              |
| Avants     | Pilier                 | Peter Rogers, David Young, Andrew Lewis, Ben Evans        |
| Avants     | Talonneur              | Garin Jenkins, Jonathan Humphreys                         |
| Avants     | Deuxième ligne         | Craig Quinnell, Gareth Llewellyn, Chris Wyatt, Mike Voyle |
| Avants     | Troisième ligne aile   | Colin Charvis, Brett Sinkinson, Martyn Williams           |
| Avants     | Troisième ligne centre | Scott Quinnell, Geraint Lewis                             |
| Arrières   | Demi de mêlée          | Rob Howley, David Llewellyn                               |
| Arrières   | Demi d'ouverture       | Neil Jenkins, Stephen Jones                               |
| Arrières   | Centre                 | Scott Gibbs, Mark Taylor, Jason Jones-Hughes              |
| Arrières   | Ailier                 | Gareth Thomas, Dafydd James, Allan Bateman                |
| Arrières   | Arrière                | Shane Howarth                                             |

### Japon
| Entraîneur | Entraîneur             | Seiji Hirao                                                                          |
| Avants     | Pilier                 | Shin Hasegawa, Masaaki Sakata, Kohei Oguchi                                          |
| Avants     | Talonneur              | Toshikazu Nakamichi, Masahiro Kunda                                                  |
| Avants     | Deuxième ligne         | Robert Gordon, Yoshihiko Sakuraba, Hiroyuki Tanuma, Yasunori Watanabe, Naoya Okubo   |
| Avants     | Troisième ligne aile   | Jamie Joseph, Greg Smith, Ryuji Ishi, Takeomi Ito,                                   |
| Avants     | Troisième ligne centre | Hajime Kiso, Robert Gordon                                                           |
| Arrières   | Demi de mêlée          | Graeme Bachop, Wataru Murata                                                         |
| Arrières   | Demi d'ouverture       | Keiji Hirose, Kensuke Iwabuchi                                                       |
| Arrières   | Centre                 | Andrew McCormick (capitaine), Akira Yoshida, Atsushi Koga, Yukio Motoki, Ryohei Miki |
| Arrières   | Ailier                 | Daisuke Ohata, Terunori Masuho, Tsutomu Matsuda, Patiliai Tuidraki                   |
| Arrières   | Arrière                | Takafumi Hirao                                                                       |

### Samoa
| Entraîneur | Entraîneur             | Bryan Williams                                                   |
| Avants     | Pilier                 | Brendan Reidy, Robbie Ale, Polo Asi, Kepi Faiva'ai, Mike Mika    |
| Avants     | Talonneur              | Trevor Leota, Onehunga Matauiau                                  |
| Avants     | Deuxième ligne         | Lio Falaniko, Lama Tone, Opeta Palepoi                           |
| Avants     | Troisième ligne aile   | Junior Paramore, Sene Ta'ala, Kalolo Toleafoa, Craig Glendinning |
| Avants     | Troisième ligne centre | Pat Lam, Semo Sititi, Zak Feau'nati                              |
| Arrières   | Demi de mêlée          | Steven So'oialo, John Clarke                                     |
| Arrières   | Demi d'ouverture       | Stephen Bachop, George Leaupepe, Tanner Vili                     |
| Arrières   | Centre                 | Va'aiga Tuigamala, To'o Vaega, Terry Fanolua                     |
| Arrières   | Ailier                 | Silao Leaega, Brian Lima, Afato So'oalo, Filipo Toala            |
| Arrières   | Arrière                | Mike Umaga, Earl Va'a                                            |

## Poule E

### Australie
| Entraîneur | Entraîneur             | Rod Macqueen                                        |
| Avants     | Pilier                 | Richard Harry, Andrew Blades et Dan Crowley         |
| Avants     | Talonneur              | Michael Foley et Jeremy Paul                        |
| Avants     | Deuxième ligne         | David Giffin, John Eales et Owen Finegan            |
| Avants     | Troisième ligne aile   | Matthew Cockbain, David John Wilson et Mark Connors |
| Avants     | Troisième ligne centre | Toutai Kefu                                         |
| Arrières   | Demi de mêlée          | George Gregan et Chris Whitaker                     |
| Arrières   | Demi d'ouverture       | Stephen Larkham                                     |
| Arrières   | Centre                 | Tim Horan, Dan Herbert, Nathan Grey et Jason Little |
| Arrières   | Ailier                 | Joe Roff et Ben Tune                                |
| Arrières   | Arrière                | Matt Burke                                          |

### États-Unis
| Entraîneur | Entraîneur             | Jack Clark                                                                     |
| Avants     | Pilier                 | Joe Clayton, Marc L'Huillier, Ray Lehner, George Sucher                        |
| Avants     | Talonneur              | Tom Billups, Kirk Khasigian                                                    |
| Avants     | Deuxième ligne         | Luke Gross, Alec Parker                                                        |
| Avants     | Troisième ligne aile   | Dave Hodges, Fifita Mounga, Shaun Paga, Richard Tardits                        |
| Avants     | Troisième ligne centre | Rob Lumkong, Dan Lyle                                                          |
| Arrières   | Demi de mêlée          | Jesse Coulson, Kevin Dalzell                                                   |
| Arrières   | Demi d'ouverture       | David Niu, Mark Williams                                                       |
| Arrières   | Centre                 | Juan Grobler, Alatini Saulala, Mark Scharrenberg, Tomasi Takau                 |
| Arrières   | Ailier                 | Vaea Anitoni, Andre Blom, Brian Hightower, Rich Schurfeld, Sinapati Uiagalelei |
| Arrières   | Arrière                | Kurt Shuman, Dave Stroble                                                      |

### Irlande
| Entraîneur | Entraîneur             | Warren Gatland                                                  |
| Avants     | Pilier                 | Paul Wallace, Reggie Corrigan, Justin Fitzpatrick, Angus McKeen |
| Avants     | Talonneur              | Keith Wood, Ross Nesdale                                        |
| Avants     | Deuxième ligne         | Malcolm O'Kelly, Jeremy Davidson, Paddy Johns, Bob Casey        |
| Avants     | Troisième ligne aile   | Dion O'Cuinneagain, Andy Ward, Kieron Dawson, Eric Miller       |
| Avants     | Troisième ligne centre | Alan Quinlan                                                    |
| Arrières   | Demi de mêlée          | Tom Tierney, Brian O'Meara                                      |
| Arrières   | Demi d'ouverture       | David Humphreys, Eric Elwood                                    |
| Arrières   | Centre                 | Brian O'Driscoll, Mike Mullins, Jonathan Bell, Kevin Maggs      |
| Arrières   | Ailier                 | Matt Mostyn, Justin Bishop, James Topping                       |
| Arrières   | Arrière                | Conor O'Shea, Gordon D'Arcy                                     |

### Roumanie
| Entraîneur | Entraîneur             | Mircea Paraschiv                                                                    |
| Avants     | Pilier                 | Petru Bălan, Nicolae Dragoș Dima, Laurențiu Rotaru, Constantin Stan, Dragos Niculae |
| Avants     | Talonneur              | Ștefan Demici, Razvan Mavrodin                                                      |
| Avants     | Deuxième ligne         | Tiberiu Brînză, Daniel Chiriac, Tudor Constantin, Ovidiu Slușariuc                  |
| Avants     | Troisième ligne aile   | Florin Corodeanu, Alin Petrache, Erdinci Septar, Ovidiu Tonița                      |
| Avants     | Troisième ligne centre | Cătălin Drăguceanu                                                                  |
| Arrières   | Demi de mêlée          | Marius Iacob, Petre Mitu, Lucian Sîrbu                                              |
| Arrières   | Demi d'ouverture       | Mihai Ciolacu, Ionuț Tofan, Roland Vusec                                            |
| Arrières   | Centre                 | Romeo Gontineac, Cristian Lupu                                                      |
| Arrières   | Ailier                 | Gabriel Brezoianu, Radu Fugigi, Cristian Hîldan, Cristian Săuan, Gheorghe Solomie   |
| Arrières   | Arrière                | Mihai Vioreanu                                                                      |